# Othreis bathyglypta
Othreis bathyglypta är en fjärilsart som beskrevs av Louis Beethoven Prout 1928. Othreis bathyglypta ingår i släktet Othreis och familjen nattflyn. Inga underarter finns listade i Catalogue of Life.